# والوئیجی
والوئیجی شخصیتی از فرنچایز ماریو می‌باشد که نقش رقیب لوئیجی را دارد و اغلب به خاطر ایجاد شیطنت واریو را در اسپین‌آف‌هایی از مجموعهٔ اصلی ماریو همراهی می‌کند. او توسط کارمندی از کملوت به‌نام فومیهاید آئوکی ساخته شده است و صداپیشگی وی را چارلز مارتینت بین سال ۲۰۰۰ تا ۲۰۲۲ برعهده داشته؛ ایشان والوئیجی را فردی شدیداً خودخور توصیف نموده است.